# Родово имение (вестник)
 Тази статия е за вестника „Родово имение“.  За едноименното понятие вижте Родово имение.  
„Родово имение“ е бивш специализиран седмичен вестник в София за екология, земеделие, българска история, български обичаи и културни събития.
Седмичникът е основан през октомври 2005 г. и е спрян през февруари 2011 г. Негов наследник е в-к „Квантов преход“. Издават се от Издателска къща „Новата цивилизация“, София.
Екипът на изданието е в състав: Кръстанка Стаева-Панчева (главен редактор), Рени Радева, Николай Кафтанджиев, Лилия Стайкова, Христо Танев (художник).
Вестникът е цветен таблоид на 16 страници (24 стр. към октомври 2007 г.) с мото „Да направим България райска градина“ с прагматично насочени материали от български и чуждестранни специалисти по екологично фермерство, екостроителство, хранене, психология и др.
Предлага пълен, безплатен достъп онлайн до своя архив от общо 277 издадени броя. Всеки може свободно да се запознае с тематиката и идеите на вестника – вдъхновени от съвременното екодвижение и от книги като поредицата „Звънтящите кедри на Русия“ (автор: Владимир Мегре), „Революцията на една сламка“ (автор Масанобу Фукуока), „Без земя“ (автор Франц Карл Рьоделбергер), „The Hand-Scluptured House“ (автори: Линда Смайли и Янто Еванс), книгите на Бил Молисън за пермакултурата.

## Обвинения в сектантство
Вестник „Родово имение“ е издаван както от и за читатели на поредицата „Звънтящите кедри на Русия“, така и от и за хора, несподелящи идеите на тази поредица.
В Русия (както и в България и по целия свят) тече пропагандна война дали последователите на идеите от книгите са последователи на секта.
Обвинители
Според някои медии, Българската православна църква и др. вестникът се издава от български последователи на руската окултна секта „Анастасия“.
Същите обвинители разпростират обвиненията си в сектантство и към всички читатели на книгите от поредицата „Звънтящите кедри на Русия“, чийто автор е Владимир Мегре.
Читателите за себе си
Самите последователи на идеите в книгите определят себе си като еколози, биофермери и философи, отхвърляйки твърденията за нова религиозна вяра. За тях важна е философията, изложена в книгите.
Причини за неразбирателството
Неразбирателството между двете страни идва отчасти заради странните за съвременното общество идеи от книгите на Мегре, отчасти заради ексцентрични или с радикални възгледи хора, които дискредитират екоидеята с поведението си и отчасти заради борбата на интереси:
- медиите винаги търсят сензацията (в случая – странните идеи на читателите на книгите);
- Българската православна църква (може би част от нея) смята идеите на читателите на Мегре за опасни.

Няма регистрирана религиозна секта от последователи на писателя Мегре в комисията по вероизповеданията на България.
В самите книги се говори на философски и екологични теми. Призовава се към толерантност.